# Chejfa el-Atika
Chejfa el-Atika (hebrejsky: חיפה אל-עתיקה, doslova Stará Haifa) je čtvrť v centrální části Haify v Izraeli. Nachází se v administrativní oblasti Ma'arav Chejfa respektive v její podčásti Chof Bat Galim-Kirjat Eli'ezer, nedaleko pobřeží Haifského zálivu.
Leží v nadmořské výšce do 50 metrů poblíž Rambamovy nemocnice, v oblasti přiléhající k Haifskému zálivu a sevřené ulicemi Chejil ha-Jam a Derech Jafo. Má rozlohu 0,16 kilometru čtverečního a není zde evidována trvalá populace. Nachází se tu zbytky hradeb starého města Haifa postavených roku 1761. Většina plochy ale je využita pro novodobou administrativní a komerční zástavbu.